# 犁鋸鱗魚
犁鋸鱗魚為輻鰭魚綱金眼鯛目金鱗魚亞目金鱗魚科的其中一種，分布於中西太平洋區的印尼海域，體長可達20公分，棲息在礁石區。

## 擴展閱讀
維基物種上的相關：犁鋸鱗魚